# Суле, Матиас
Мати́ас Суле́ Мальва́но (исп. Matías Soulé Malvano; род. 15 апреля 2003, Мар-дель-Плата, Буэнос-Айрес) — аргентинский футболист, нападающий клуба «Рома».

## Клубная карьера

### Молодёжная карьера
Начинал футбольную карьеру в аргентинском клубе «Кимберли». В период с 2015 по 2020 года выступал в юношеских командах клуба «Велес Сарсфилд». В начале 2020 года аргентинский футболист на правах свободного агента подписал контракт с «Ювентусом». В своём дебютном сезоне за туринский клуб в команде до 19 лет отличился 5 голами и 5 результативными передачами в 30 матчах.

### «Ювентус»
Летом 2021 года футболист стал немного подводиться к основной команде «Ювентуса», находясь в расположении клуба на предсезонной подготовке к сезону 2021/2022. Однако для получения игровой практики отправился выступать во вторую команду клуба до 23 лет. Дебютный матч сыграл 22 августа 2021 года в Кубке итальянской Серии C против клуба «Про Сесто». В самой же Серии C футболист дебютировал 29 августа 2021 года в матче против клуба «Пергокрема». Впервые попал в заявку основной команды 10 сентября 2021 года на матч против «Наполи». Первыми голами за резервную команду отличился в Кубке итальянской Серии C в матче 15 сентября 2021 года против клуба «ФеральпиСало», записав на свой счёт дубль. В конце сентября 2021 года продлил контракт с клубом до 2024 года. Своим дебютным голом в Серии C отличился 7 ноября 2021 года в матче против клуба «Лекко». За основную команду туринского клуба дебютировал 30 ноября 2021 года в матче против «Салернитаны», выйдя на поле со скамейки запасных на последних минутах. Также в течение сезона выступал с командой до 19 лет в юношеской лиге УЕФА.
Перед началом сезона 2022/2023 сменил свой номер на футболке на 30. Первый матч в сезоне провёл 15 августа 2022 года против «Сассуоло». Свой дебютный матч в Лиге чемпионов УЕФА сыграл 11 октября 2022 года против израильского клуба «Маккаби» из города Хайфа. На протяжении сезона футболист в основном оставался на скамейке запасных. В матче 12 марта 2023 года против «Сампдории» аргентинец забил свой дебютный гол за основную команду «Ювентуса».

## Международная карьера
В 2019 году выступал за юношескую сборную Аргентины до 16 лет. В ноябре 2021 года футболист был вызван в национальную сборную Аргентины. За сборную так и не дебютировал, так как не попал в заявку на матчи. В марте 2022 года стал выступать в молодёжной сборной Аргентины до 20 лет.
В 2023 году Суле принял участие в домашнем молодёжном чемпионате мира. На турнире он сыграл в матчах против команд Узбекистана, Гватемалы и Новой Зеландии.